# Jesus schläft, was soll ich hoffen
Jesus schläft, was soll ich hoffen (BWV 81) is een religieuze cantate van Johann Sebastian Bach.

## Programma
Deze cantate is geschreven voor de vierde en laatste zondag na Epifanie en weerklonk voor het eerst in de Thomaskerk op 30 januari 1724 te Leipzig. Daarmee behoort deze cantate tot de eerste cantatejaargang. Deze cantate maakt deel uit van de zogenoemde Kerstkring van het kerkelijk jaar die loopt van de 1ste Adventszondag tot de 4e zondag na Epifanie of Driekoningen. Daarna start de Paaskring omvattende 50 dagen voor en 50 dagen na Pasen.
Na deze laatste zondag van de Kerstkring zal volgende zondag bij de aanvang van de Paaskring, bij zondag septuagesima, 7 weken voor Pasen, het koor voor het eerst sinds Driekoningen een groot openingskoor zingen.

## Tekst
De dichter van de vrije teksten is niet bekend.
Bijbellezingen voor die zondag
- Romeinen 13, 8-10 "De liefde bewerkt de naaste geen kwaad; vervulling van Wet is dan de liefde"
- Matteüs 8,23-27 "En zie, er geschiedt een groot beven in de zee, zodat het schip overdekt wordt door de golven"

Inhoud
1. Aria (alt) "Jesus schläft, was soll ich hoffen?"
2. Recitatief (tenor) "Herr! Warum trittest du so ferne?"
3. Aria (tenor) "Die schäumenden Wellen von Belials Bächen"
4. Arioso (bas) "Ihr Kleingläubigen, warum seid ihr so furchtsam"
5. Aria (bas) "Schweig, augetürmtes Meer!"
6. Recitatief (alt) "Wohl mir! Mein Jesus spricht ein Wort"
7. Koraal "Unter deinen Schirmen bin ich vor den Stürmen"

## Muzikale bezetting
De cantate is geschreven voor twee blokfluiten, twee hobo d'amores, twee violen, altviool en basso continuo (waaronder een orgel).

## Toelichting
Deze cantate vormde samen met de cantate die Bach voor de week ervoor schreef (BWV 73 Herr, wie du willt, so schicks mit mir) deel uit van de laatste twee cantates na Epifanie 1724, die daarmee de Kerstkring van dat jaar afsloten. Beide cantates componeerde Bach in het eerste jaar na zijn aanstelling als cantor te Leipzig. Zowel de inhoud als Bachs muzikale vormgeving binden beide cantates, waarbij de componist ze aanwendde om zijn expressiviteit in vormgeving te vergroten.Ook in deze cantate is te horen dat Bach experimenteerde. In plaats van op aria 3 een recitatief te laten volgen, schrijft hij een arioso met een meer beschouwend dan verhalende evocatie van het Bijbelwoord.